# Jermaine Gayle
Jermaine Gayle (* 23. Juli 1991 im Saint Catherine Parish) ist ein jamaikanischer Sprinter, der sich auf den 400-Meter-Lauf spezialisiert hat.

## Sportliche Laufbahn
Erste internationale Erfahrungen sammelte Jermaine Gayle bei den CARIFTA-Games 2010 in George Town , bei denen er die Bronzemedaille über 400 Meter sowie Gold mit der jamaikanischen 4-mal-400-Meter-Staffel gewann. Anschließend belegte er bei den Zentralamerika- und Karibikjuniorenmeisterschaften in Santo Domingo Platz vier im Einzelbewerb und sicherte sich die Silbermedaille mit der Staffel. Daraufhin erfolgte die Teilnahme an den Juniorenweltmeisterschaften in Moncton, bei denen in der ersten Runde über 400 Meter ausschied und mit der Staffel in 3:07,36 min den vierten Platz im Finale belegte. Im April 2018 gewann er bei den Commonwealth Games im australischen Gold Coast mit der jamaikanischen Staffel die Bronzemedaille in 3:01,97 min.

## Persönliche Bestzeiten
- 200 Meter: 20,92 s (+0,8 m/s), 27. Mai 2017 in Kingston
- 400 Meter: 45,60 s, 5. Mai 2012 in Kingston